# Magdalena Padberg
Magdalena Padberg (* 14. Juni 1926 in Eslohe (Sauerland); † 5. März 2019) war eine deutsche Publizistin.

## Leben
Padberg legte 1944 das Abitur am Mariengymnasium in Arnsberg ab. Nach Reichsarbeitsdienst und Tätigkeit beim Deutschen Roten Kreuz studierte sie seit 1947 Afrikanistik und Völkerkunde und dann Romanistik, Literatur- und Musikwissenschaft in Hamburg, Bonn und Köln. Sie promovierte mit dem Titel Dr. phil.
Padberg war etwa zehn Jahre lang Leiterin der Volkshochschule in Eslohe. Einige Zeit leitete sie auch das Sauerlandmuseum in Arnsberg. Sie war freie Mitarbeiterin am Hörfunk und Fernsehen und veröffentlichte Beiträge zu meist kulturellen Themen in westfälischen Zeitungen und Zeitschriften. Sie war 1968 Mitbegründerin der Zeitschrift Sauerland des Sauerländer Heimatbundes. Zwischen 1965 und 1989 hatte sie einen Lehrauftrag an der Universität/Gesamthochschule Paderborn, Abteilung Meschede (heute Teil der Fachhochschule Südwestfalen). Nach der politischen Wende in der DDR war sie am Aufbau des katholischen Gymnasiums in Heiligenstadt beteiligt. Später lebte sie als freie Publizistin und Autorin in Eslohe.
Sie war Jurymitglied verschiedener regionaler Kulturpreise, wie dem Deutschen Kurzgeschichtenpreis der Stadt Arnsberg, dem August Macke Preis des Hochsauerlandkreises und des „Kulturpreises des Kreises Olpe“. Außerdem war sie Mitglied der Literaturkommission für Westfalen.
Für ihre Dissertation wurde sie 1962 mit dem Straßburg-Preis der Stiftung F. V. S. ausgezeichnet. Im Jahr 1988 erhielt sie die Ehrenurkunde der Gemeinde Eslohe.

## Werk
Padberg schriftstellerisches Werk wie auch ihre Beträge für Radio und Fernsehen, etwa in der Reihe „Gott und Welt“, weisen christliche Prägungen auf. Folgt man dem Urteil von Peter Bürger, hat sie darüber hinaus „die wohl vielseitigsten und innovativsten Beiträge zur Kulturgeschichte des katholischen Hochsauerlandes vorgelegt.“ Sie war Herausgeberin der Reihe Sauerländischer Taschenbücher. In dieser wurden Werke älterer Autoren wie etwa  Friedrich Wilhelm Grimme, Joseph Pape, Wilhelm Kathol oder Ferdinand Wagener wieder zugänglich gemacht.

## Schriften
Monographien
- Das Romanwerk von Georges Bernanos als Vision des Untergangs. Hamburg: de Gruyter, 1963 [zugl. Diss. Phil.]
- Das Leben der Elsa Brandström. Hamburg: Wittig, 1968, 1979; neu herausgegeben mit dem Untertitel Ein Hilfswerk in drei Erdteilen. Freiburg/Br.: Herder 1989
- M. Euthymia. Clemensschwester. Recklinghausen 1977
- Schmallenberg und seine Ortsteile. Fredeburg: Grobbel 1978
- Rezepte vom Essen und Trinken im Sauerland. 1982
- Als wir preußisch wurden. Das Sauerland von 1816–1849. Fredeburg: Grobbel 1982
- Maria Magdalena Postel, Ordensgründerin. 1983
- Glocken im Sauerland. Finnentrop: Sparkasse 1983
- Der Hochsauerlandkreis als Orgellandschaft. Meschede: Hochsauerlandkreis, 1985
- Drei Könige kamen ins Sauerland. Brilon: Weyers 1985
- (Hrsg.): Kloster Oerlinghausen: St. Peter: Pfarr-Kloster-Wallfahrtskirche. Arnsberg: Strobel 1986
- Ein außergewöhnlicher Hexenprozeß. Von Esleve contra Volmers/Hoberg. Arnsberg: Strobel, 1987
- Finnentrop, eine Gemeinde im Sauerland. Hrsg. von der Sparkasse Finnentrop. Ebd. 1989
- Rund um Eslohe. Gemeinde Eslohe 2000.